# ألين كير (سياسي)
ألين كير (بالإنجليزية: Allen Kerr)‏ هو شخصية أعمال وسياسي أمريكي، ولد في 19 نوفمبر 1956 في ليتل روك في الولايات المتحدة. حزبياً، نشط في الحزب الجمهوري. وقد انتخب عضو مجلس نواب أركنساس.